# HEARTSONG
「HEARTSONG」（ハートソング）は、PERSONZの20枚目のシングルである。
編集無しの一発録りで、PERSONZの安定感ある実力、演奏力の高さを証明したDVDアルバム『DRAGON LILY』からのシングルカット。携帯サイトのみで販売されたためレアアイテムとなっている。
3曲目に大ヒット曲「DEAR FRIENDS」が初披露された時の音源が収録されている。

## 収録曲
（全曲作詞：JILL / 作曲：渡邉貢）
1. HEARTSONG
2. HEARTSONG (English Version)
3. DEAR FRIENDS (1985年11月1日:version performed first)